# Estudo sobre o uso da proxalutamida contra a COVID-19 no Brasil
Na esteira da pandemia de COVID-19, várias pesquisas despontaram em todo o mundo visando um tratamento ou cura para a doença. Uma dessas pesquisas envolveu um ensaio clínico que aconteceu no Brasil e foi liderado pelo endocrinologista brasileiro Flávio Cadegiani.
No início da pandemia, acreditava-se que os homens eram geralmente mais propensos à doença do que as mulheres e, como resultado disso, alguns pesquisadores exploraram os bloqueadores hormonais masculinos humanos, também conhecidos como antiandrogênicos, como tratamento. O estudo liderado por Cadegiani analisou o uso do medicamento experimental para câncer de próstata e antiandrogênico conhecido como proxalutamida para tratar o vírus, e pessoas da região amazônica brasileira foram recrutadas como pacientes no estudo, dado o aumento de casos de COVID-19 naquela região nos primeiros meses da pandemia de COVID-19 no Brasil o que, segundo o autor do estudo, favoreceria a precisão da pesquisa.
O presidente brasileiro Jair Bolsonaro apoiou o uso não comprovado do medicamento proxalutamida para tratar a COVID-19, assim como fez anteriormente com a ivermectina e a hidroxicloroquina, ambos também tratamentos não comprovados para o vírus.

## Método
Um total de 645 pacientes com COVID-19 recebeu proxalutamida em nove hospitais da região amazônica brasileira. Quando deram entrada no hospital, nenhum necessitou de ventilação mecânica no início do estudo. Os cuidados consistiam em medicamentos como enoxaparina, colchicina, metilprednisolona, dexametasona ou antibioticoterapia, conforme necessário, e alguns deles receberam medicamentos não comprovados para o tratamento da COVID-19, como a ivermectina. Ao todo, 317 pacientes receberam proxalutamida e 328 um placebo. O Conselho Nacional de Saúde (CNS) informou posteriormente que tal "tratamento" foi prescrito por médicos de uma rede hospitalar privada como se fosse um tratamento médico estabelecido, apesar de ter sido aprovado apenas para estudos de ensaios clínicos. A quantidade de pessoas que receberam o medicamento também foi maior do que o número aprovado para o teste.
Após o estudo, que não foi revisado por pares, inicialmente concluir que a taxa de recuperação de 14 dias dos pacientes foi de 81,4% com proxalutamida e 35,7% com placebo, Jesem Orellana, epidemiologista que observou de perto os efeitos da variante gama da COVID-19 na região amazônica no principal instituto de saúde pública do Brasil, Fiocruz, disse que "os resultados relatados seriam um milagre - se fossem verdadeiros", acrescentando que "tudo sobre este estudo é suspeito e que ele pode ser tudo, menos clínico e randomizado".

## Consequências
O termo de consentimento entregue aos pacientes do estudo omitiu o risco de defeitos congênitos e outros danos potenciais a partir dos procedimentos, bem como 200 pessoas morreram após serem submetidas ao estudo e pelo menos 40 mortes foram supostamente escondidas nas conclusões do estudo, de acordo com a Comissão Nacional de Ética do Brasil em Pesquisa (CONEP). Mais tarde, foi relatado que os pacientes, alguns dos quais estavam internados em unidades de terapia intensiva na época, confiavam nos médicos participantes do estudo porque estavam desesperados por um tratamento ou cura da COVID-19 para seus parentes ou para si mesmos, pois a região foi a mais atingida no mundo no momento em que o estudo estava sendo realizado e todo o sistema de saúde local havia entrado em colapso devido a um grande aumento no número casos de COVID-19.
Depois que a pré-impressão do estudo foi publicada em junho de 2021, vários cientistas alertaram que ele era profundamente falho e uma comissão brasileira de ética em pesquisa abriu uma investigação sobre ele. A revista Science também informou que a Applied Biology, uma empresa californiana de queda de cabelo, onde Cadegiani é diretor clínico, fez uma parceria com a Kintor Pharmaceuticals, fabricante de proxalutamida com sede na China. Além disso, o escritório da UNESCO para a América Latina e Caribe considerou a forma como o estudo foi conduzido "alarmante" e cometeu várias violações éticas graves. O órgão internacional disse que o estudo pode ser uma das mais graves más condutas científicas éticas na história da região e pediu uma investigação sobre o caso.
Em 2 de setembro de 2021, a Anvisa, agência reguladora da saúde no Brasil, suspendeu a prescrição, o uso e importação de proxalutamida no país e abriu uma investigação separada sobre o estudo. Em 3 de setembro de 2021, uma queixa-crime foi apresentada ao Ministério Público do Brasil para investigar as ações realizadas durante o estudo, bem como as consequências do mesmo, incluindo a morte dos pacientes.
Em 27 de junho de 2022, a revista acadêmica Frontiers in Medicine retirou o ferido estudo que havia publicado inicialmente em julho de 2021. Da mesma forma, o British Medical Journal classificou outro artigo baseado no mesmo estudo e de autoria de Cadegiani como uma "causa de preocupação". Em 25 de agosto de 2022, a Polícia Federal brasileira executou vários mandados de busca e apreensão contra funcionários públicos, médicos e pesquisadores que lideraram ensaios com proxalutamida no estado do Rio Grande do Sul e em outras partes do país. Embora não tenham sido revelados os nomes dos suspeitos alvos da operação, Cadegiani disse em suas redes sociais que sua casa e clínica foram alvo da operação pela polícia.